# Idrisidische dirham

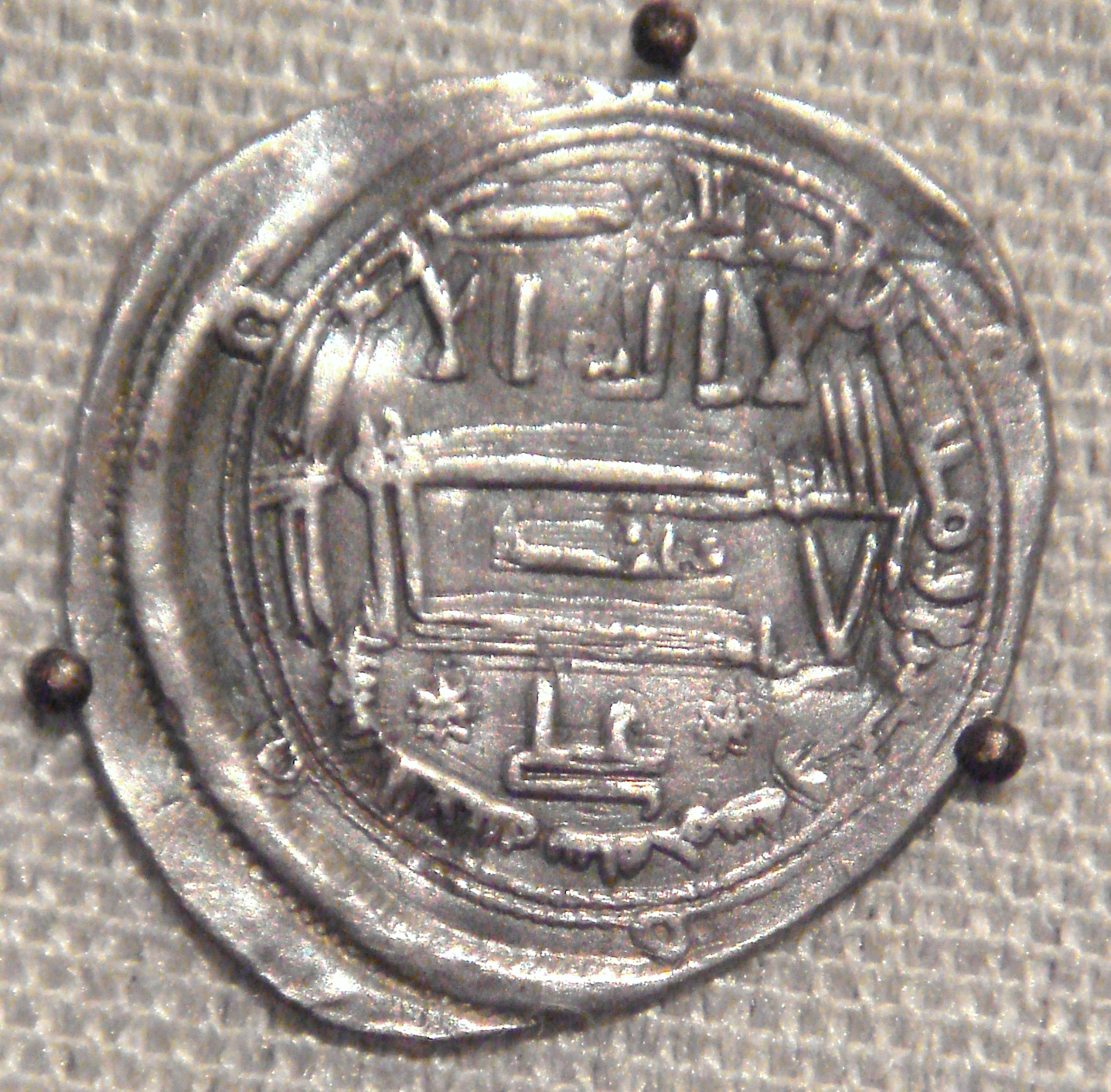
Munt van de Idrisiden in Marokko.

De Idrisidische dirham (Arabisch: الدرهم الإدريسي) was een zilveren munt die werd geslagen onder de Idrisiden-dynastie in Marokko.

## Naam
Het woord "dirham" (درهم) komt van drachme (δραχμή), de Griekse munt. "Dirham" is ook de naam van de valuta die tegenwoordig in Marokko wordt gebruikt, namelijk de Marokkaanse dirham. Idris I was de grondlegger van de Idrisiden-dynastie.

## Geschiedenis
De munten werden voor het eerst geslagen onder Idris I (788-791) in Tudgha en Volubilis. Uiteindelijk werden ze geslagen in ongeveer 20 verschillende werkplaatsen.

## Beschrijving
Inscripties op de munten duiden op de zaidietische uitlijning van de dynastie. Ze promootten de afstamming van de dynastie die teruggaat tot Ali ibn Aboe Talib, wat de dynastie legitimiteit gaf. Het Iraakse Koefische schrift op deze munten was van invloed op de vroege ontwikkeling van het Maghrebijnse schrift. Het Koefisch schrift op deze munten is eenvoudig en niet verfraaid en weerspiegelt de economische status van het Idrisidenrijk.

## Gebruik
Idrisidische dirhams circuleerden op grote schaal in het Midden-Oosten en zijn gevonden tot in Rusland en de Balkan.